# کینگهوانگداو
چین هوانگ دائو (به لاتین: Qinhuangdao) یک شهر مرکزی در جمهوری خلق چین است که در هبئی واقع شده‌است.

## خصوصیات
چین هوانگ دائو ۷٬۷۹۱٫۵۷ کیلومترمربع مساحت و ۲٬۸۹۷٬۶۰۵ نفر جمعیت دارد.

## خواهرخوانده
شهرهای میازو، کیوتو، پزارو، سئوسان، تویاما، لوگو، تولیدو، اوهایو و Dunkerque Grand Littoral خواهرخوانده‌های چین هوانگ دائو هستند.